# Cap Súnion

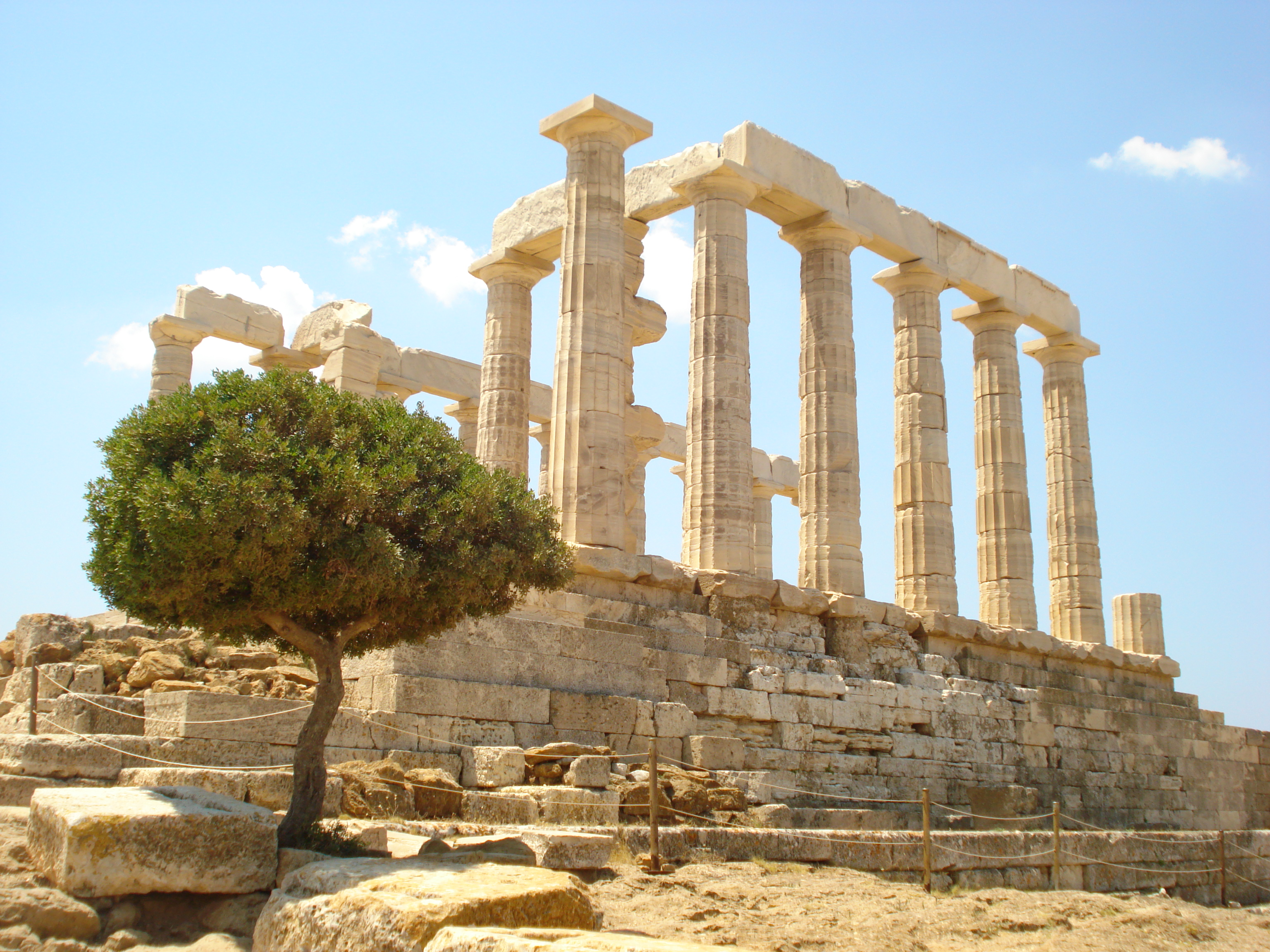
Temple de Posidó

El cap Súnion (en grec, Aκρωτήριο Σούνιο, Akrotírio Súnio; en grec antic, Άκρον Σούνιον, Àkron Súnion; en llatí, Suni promontorium; en venecià, Capo Colonne; en català antic, cap de les Columnes) és un cap situat a 69 quilòmetres per carretera al SSE d'Atenes, a l'extrem sud de la península de l'Àtica, a Grècia.
És famós per ser l'indret on es troba un temple dedicat a Posidó, el déu del mar en la mitologia clàssica grega. Les restes es troben dalt del cap, envoltat pel mar a l'est, al sud i a l'oest.
Per la seva proximitat a Atenes, és un lloc freqüentat pels turistes que visiten la capital, que s'hi acosten a veure-hi el temple i l'eixida o la posta de sol sobre el cap.

## Història

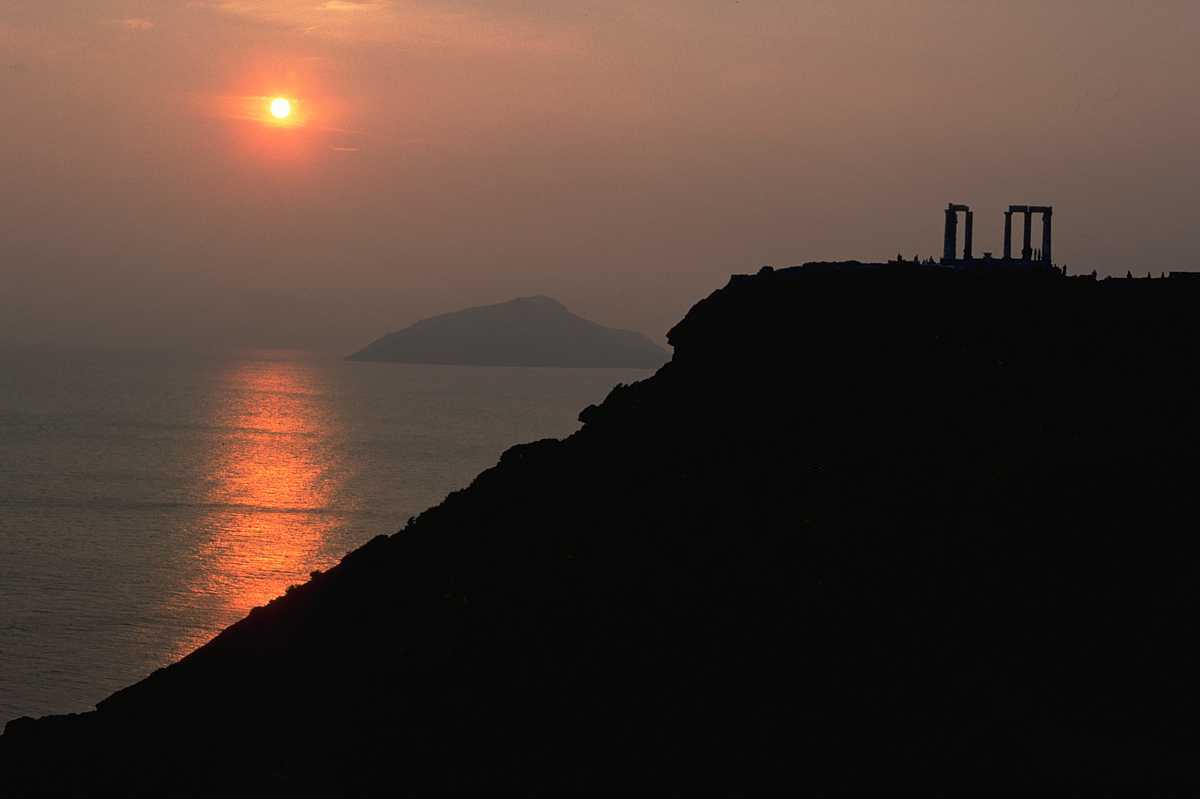
Posta de sol al cap Súnion

Les restes arqueològiques daten de principis del 700 aC. Heròdot diu que, al segle vi aC, els atenencs celebraven un festival quadriennal a Súnion, on els líders de la ciutat anaven navegant amb vaixells sagrats.
El temple de Posidó originari del període arcaic, construït en pedra calcària, va ser probablement destruït el 480 aC per les tropes perses de Xerxes I durant la invasió de Grècia (la Segona Guerra mèdica). Després de derrotar Xerxes en la Batalla naval de Salamina, els atenencs van col·locar un vaixell enemic trirrem (vaixell de guerra amb tres fileres de rems) a Súnion com a trofeu dedicat a Posidó.
El temple que es pot veure hui va ser construït probablement el 440 aC durant el mandat de Pèricles, que també va reconstruir el Partenó.
El 413 aC, durant la Guerra del Peloponès contra Esparta, els atenencs van fortificar el cap amb un mur i torres per evitar que els espartants el conqueriren.

## Descripció del temple

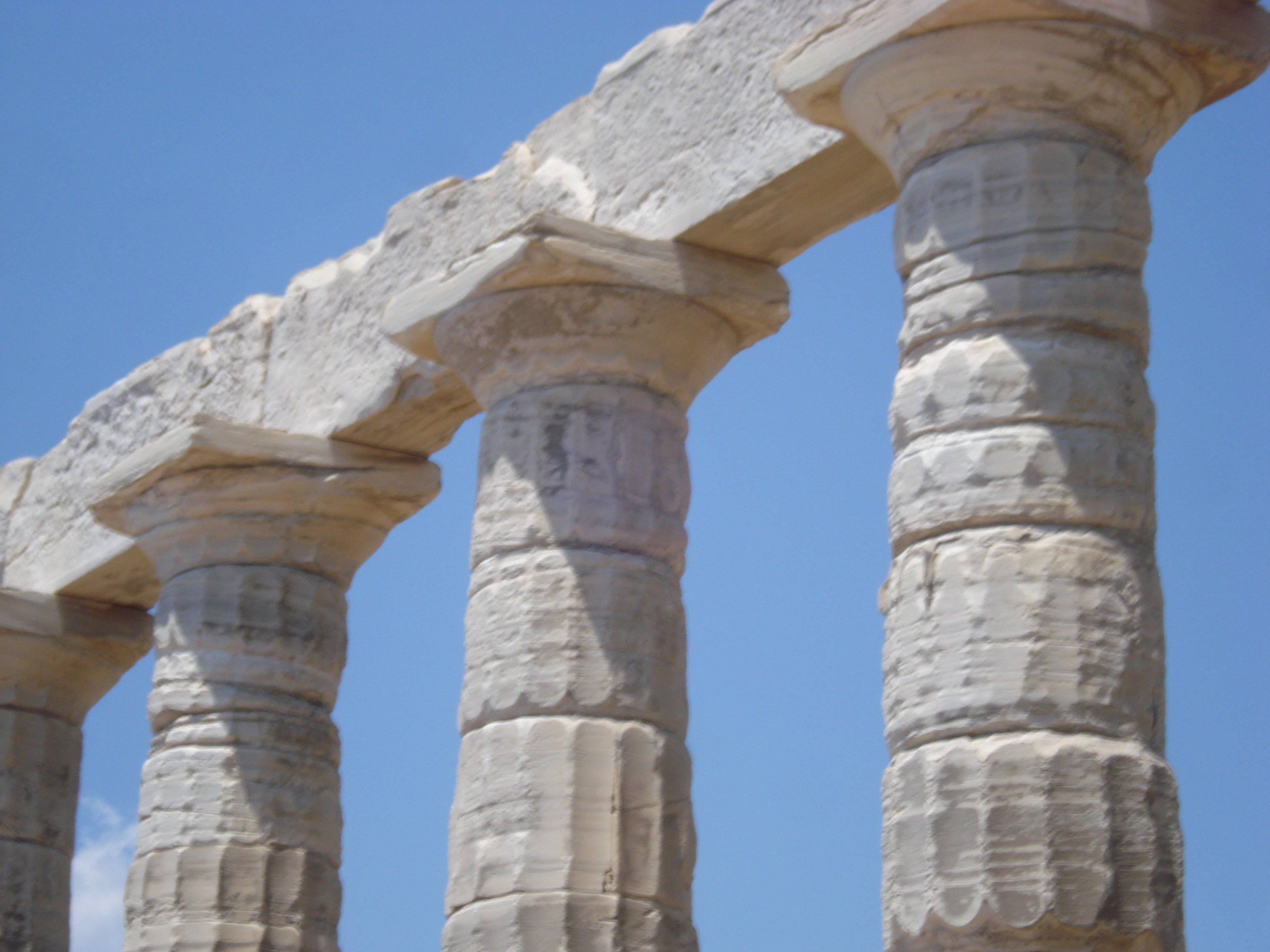
Detall dels capitells dòrics del temple

El temple de Posidó va ser construït aproximadament el 440 aC sobre les ruïnes d'un temple de l'època arcaica i es troba a 60 m sobre el nivell del mar. Hi havia un pòrtic davanter amb sis columnes. Només algunes columnes del temple de Súnion continuen en peus avui en dia, però si estiguera intacte, seria molt semblant al ben conservat temple d'Hefest que hi ha prop de l'acròpoli, que és de la mateixa època, per la qual cosa tots dos podrien haver sigut dissenyats pel mateix arquitecte.
Com en la gran majoria dels temples grecs, el temple de Posidó era rectangular, amb una columnata en els quatre costats. El nombre total de columnes originàries, d'ordre dòric, era de 42, de les quals resten 18 actualment. Estaven fetes de marbre blanc extret a la zona, i feien 6,10 m d'alçada, 1 m de diàmetre a la base i 79 cm a la part superior.
Al centre de la columnata del temple hi havia la sala de culte (naos), una habitació sense finestres rectangulars pareguda a l'entrada gairebé intacta del temple d'Hefest. Albergava al fons una estàtua de Posidó de bronze de 6 m d'alçada com a imatge de culte. Probablement, aquesta estàtua estava banyada en or i sembla que, en les representacions de l'època d'aquest déu, duia un trident amb el qual suposadament provocava tempestes.
Les excavacions arqueològiques que va haver-hi el 1906 van descobrir un gran nombre d'inscripcions i d'objectes, entre els quals destaca un curos de marbre i un relleu votiu, que s'exposen actualment al Museu Arqueològic Nacional d'Atenes.

## Elegia de Carles Riba
En el si de la literatura catalana, és famosíssima l'elegia que Carles Riba va dedicar al cap de Súnion i és inclosa en les seves Elegies de Bierville:

ELEGIA SEGONA

Súnion! T'evocaré de lluny amb un crit d'alegria,

 tu i el teu sol lleial, rei de la mar i del vent:

pel teu record, que em dreça, feliç de sal exaltada,

 amb el teu marbre absolut, noble i antic jo com ell.

Temple mutilat, desdenyós de les altres columnes

 que en el fons del teu salt, sota l'onada rient,

dormen l'eternitat! Tu vetlles, blanc a l'altura,

 pel mariner, que per tu veu ben girat el seu rumb;

per l'embriac del teu nom, que a través de la nua garriga

 ve a cercar-te, extrem com la certesa dels déus;

per l'exiliat que entre arbredes fosques t'albira

 súbitament, oh, precís, oh, fantasmal! i coneix

per ta força la força que el salva als cops de fortuna,

 ric del que ha donat, i en sa ruïna tan pur.